# Ramosulus phaedrus
Ramosulus phaedrus är en insektsart som beskrevs av Young 1977. Ramosulus phaedrus ingår i släktet Ramosulus och familjen dvärgstritar. Inga underarter finns listade i Catalogue of Life.